# Picea brachytyla
Picea brachytyla là một loài thực vật hạt trần trong họ Thông. Loài này được (Franch.) E.Pritz. miêu tả khoa học đầu tiên năm 1900.